# Lijst van gemeentelijke monumenten in Venray
De gemeente Venray heeft 58 gemeentelijke monumenten. Hieronder een overzicht. 

## Leunen
De plaats Leunen kent 3 gemeentelijke monumenten:
| Object                                                                           | Bouwjaar | Architect | Locatie         | Coördinaten                   | Nr.        | Afbeelding                                                                       |
| -------------------------------------------------------------------------------- | -------- | --------- | --------------- | ----------------------------- | ---------- | -------------------------------------------------------------------------------- |
| Woonhuis in Traditionalisme, met elementen Neorenaissance. stijl                 | ca 1905  |           | Albionstraat 15 | 51° 30' 38" NB, 5° 58' 48" OL | 0984/WN001 | Woonhuis in Traditionalisme, met elementen Neorenaissance. stijl                 |
| Basisschool de Meent in Traditionalisme stijl                                    | ca 1935  |           | Kapelweg 3      | 51° 30' 34" NB, 5° 58' 41" OL | 0984/WN002 | Basisschool de Meent in Traditionalisme stijl                                    |
| Zuivelfabriek: kantoor, fabrieksgebouw met tussenlid, machinehal en schoorsteen. |          |           | Leunseweg 22    | 51° 30' 54" NB, 5° 58' 50" OL | 0984/WN003 | Zuivelfabriek: kantoor, fabrieksgebouw met tussenlid, machinehal en schoorsteen. |

## Merselo
De plaats Merselo kent 1 gemeentelijk monument:
| Object        | Bouwjaar | Architect | Locatie      | Coördinaten                   | Nr.        | Afbeelding    |
| ------------- | -------- | --------- | ------------ | ----------------------------- | ---------- | ------------- |
| Sint-Odakapel | 1885     |           | Grootdorp 85 | 51° 31' 46" NB, 5° 55' 32" OL | 0984/WN004 | Sint-Odakapel |

## Oostrum
De plaats Oostrum kent 3 gemeentelijke monumenten:
| Object                                                               | Bouwjaar | Architect   | Locatie              | Coördinaten                  | Nr.        | Afbeelding                                                           |
| -------------------------------------------------------------------- | -------- | ----------- | -------------------- | ---------------------------- | ---------- | -------------------------------------------------------------------- |
| Villa Josephine in traditionalismestijl                              | ca 1900  |             | Stationsweg 142-142a | 51° 31' 37" NB, 6° 0' 47" OL | 0984/WN006 | Villa Josephine in traditionalismestijl                              |
| Woonhuis / boerderij in traditionalismestijl                         | ca 1890  |             | Stationsweg 201      | 51° 31' 44" NB, 6° 0' 43" OL | 0984/WN007 | Woonhuis / boerderij in traditionalismestijl                         |
| Noviciaat Pascalis in traditionalismestijl met Neogotische elementen | 1935     | Jos Bekkers | Wanssumseweg 12      | 51° 31' 35" NB, 6° 2' 1" OL  | 0984/WN008 | Noviciaat Pascalis in traditionalismestijl met Neogotische elementen |

## Venray
De plaats Venray kent 47 gemeentelijke monumenten:
| Object | Bouwjaar   | Architect                  | Locatie                          | Coördinaten                   | Nr.        | Afbeelding |
| --- | ---------- | -------------------------- | -------------------------------- | ----------------------------- | ---------- | --- |
| Verpleeghuis Beukenrode, voormalig klooster, lage muren, muur met spitsbogen en oude bomen. in Traditionalisme stijl | 1926       | Jules Kayser               | Beukenlaan 1                     | 51° 31' 19" NB, 5° 58' 40" OL | 0984/WN009 | Verpleeghuis Beukenrode, voormalig klooster, lage muren, muur met spitsbogen en oude bomen. in Traditionalisme stijl |
| Schoolgebouw met dienstwoning in Traditionalisme stijl                                                               | ca 1932    | Jos Wielders               | Eindstraat 6a-6b                 | 51° 31' 43" NB, 5° 58' 27" OL | 0984/WN010 | Schoolgebouw met dienstwoning in Traditionalisme stijl                                                               |
| Woonhuis 't Freulekeshuus in 19e-eeuws traditioneel stijl                                                            | ca 1860    | P.J.H. Cuypers             | Eindstraat 8                     | 51° 31' 43" NB, 5° 58' 29" OL | 0984/WN011 | Woonhuis 't Freulekeshuus in 19e-eeuws traditioneel stijl                                                            |
| Sint Josephklooster in 19e-eeuws traditioneel stijl                                                                  | XIX d      |                            | Eindstraat 18-46                 | 51° 31' 46" NB, 5° 58' 26" OL | 0984/WN012 | Sint Josephklooster in 19e-eeuws traditioneel stijl                                                                  |
| Oude Raadhuis |            |                            | Grote Markt 2, 2a, 4             | 51° 31' 38" NB, 5° 58' 31" OL | 0984/WN013 | Oude Raadhuis |
| Winkel |            |                            | Grotestraat 10                   | 51° 31' 35" NB, 5° 58' 33" OL | 0984/WN014 | Winkel |
| Winkel |            |                            | Grotestraat 14                   | 51° 31' 35" NB, 5° 58' 33" OL | 0984/WN016 | Winkel |
| Winkel |            |                            | Grotestraat 16                   | 51° 31' 35" NB, 5° 58' 32" OL | 0984/WN017 | Winkel |
| Winkel |            |                            | Grotestraat 20                   | 51° 31' 34" NB, 5° 58' 32" OL | 0984/WN018 | Winkel |
| Winkel |            |                            | Grotestraat 26-26a               | 51° 31' 34" NB, 5° 58' 32" OL | 0984/WN019 | Winkel |
| Woning |            |                            | Henseniusstraat 5                | 51° 31' 26" NB, 5° 58' 30" OL | 0984/WN020 | Woning |
| Woonhuis-winkel in Traditionalisme stijl                                                                             | 1929       | H. Oudenhoven              | Henseniusstraat 11a              | 51° 31' 24" NB, 5° 58' 30" OL | 0984/WN021 | Woonhuis-winkel in Traditionalisme stijl                                                                             |
| Woonhuis in Traditionalismestijl met invloeden van Zakelijk Expressionisme                                           | 1930       | H. Oudenhoven              | Henseniusstraat 11b              | 51° 31' 24" NB, 5° 58' 30" OL | 0984/WN022 | Woonhuis in Traditionalismestijl met invloeden van Zakelijk Expressionisme                                           |
| Winkel / woonhuis |            |                            | Henseniusstraat 96a-98           | 51° 31' 20" NB, 5° 58' 29" OL | 0984/WN023 | Winkel / woonhuis |
| Bakhuisje met muurkapelletje                                                                                         |            |                            | Hiept 3                          | 51° 31' 56" NB, 5° 57' 17" OL | 0984/WN024 | Bakhuisje met muurkapelletje                                                                                         |
| Jongerensoos |            |                            | Hoederstraat 10-12               | 51° 31' 39" NB, 5° 58' 22" OL | 0984/WN025 | Jongerensoos |
| Woonhuis in Traditionalisme stijl                                                                                    | 1921       | Oudenhoven, H.             | Hoenderstraat 63                 | 51° 31' 40" NB, 5° 58' 7" OL  | 0984/WN026 | Woonhuis in Traditionalisme stijl                                                                                    |
| Woonhuis |            |                            | Hoenderstraat 65                 | 51° 31' 40" NB, 5° 58' 7" OL  | 0984/WN027 | Woonhuis |
| Vredeskerk, pastorie en Vredesmonument                                                                               | 1964       | Theo Boosten               | Kennedplein 18, Whistlerstraat 1 | 51° 31' 21" NB, 5° 58' 14" OL | 0984/WN028 | Meer afbeeldingen |
| Woonhuis |            |                            | Langeweg 42                      | 51° 31' 24" NB, 5° 58' 14" OL | 0984/WN029 | Woonhuis |
| Winkel / woonhuis |            |                            | Langstraat 32                    | 51° 31' 18" NB, 5° 58' 22" OL | 0984/WN030 | Winkel / woonhuis |
| Herenhuis in Traditionalisme stijl                                                                                   | XIX-d      |                            | Langstraat 43                    | 51° 31' 15" NB, 5° 58' 21" OL | 0984/WN031 | Herenhuis in Traditionalisme stijl                                                                                   |
| Brouwerij De Gouden Leeuw in 19e-eeuws traditioneel stijl                                                            | ca 1880    |                            | Leeuwstraat 2                    | 51° 31' 26" NB, 5° 58' 28" OL | 0984/WN032 | Meer afbeeldingen |
| Woonhuis bij brouwerij                                                                                               |            |                            | Leeuwstraat 4                    | 51° 31' 27" NB, 5° 58' 27" OL | 0984/WN033 | Woonhuis bij brouwerij                                                                                               |
| Theehuis, bouwkundige elementen en parkaanleg in St. Odapark                                                         |            |                            | Merseloseweg 119                 | 51° 31' 35" NB, 5° 57' 41" OL | 0984/WN034 | Theehuis, bouwkundige elementen en parkaanleg in St. Odapark                                                         |
| Paviljoen Theresia                                                                                                   | circa 1920 | J. Haché                   | Noordsingel 39                   | 51° 32' 11" NB, 5° 58' 22" OL | 0984/WN035 | Paviljoen Theresia                                                                                                   |
| Paviljoen St. Eug en groene treurbeuk                                                                                | circa 1920 | J. Haché                   | Noordsingel 39                   | 51° 32' 3" NB, 5° 58' 26" OL  | 0984/WN036 | Paviljoen St. Eug en groene treurbeuk                                                                                |
| Stal (schaapskooi)                                                                                                   |            |                            | Overloonseweg 95b                | 51° 32' 42" NB, 5° 58' 12" OL | 0984/WN037 | Stal (schaapskooi)                                                                                                   |
| Winkel / woonhuis en bijgebouw in 19e-eeuws traditioneel stijl                                                       | circa 1880 |                            | Paterslaan 2                     | 51° 31' 21" NB, 5° 58' 34" OL | 0984/WN038 | Winkel / woonhuis en bijgebouw in 19e-eeuws traditioneel stijl                                                       |
| Winkel / woonhuis in Eclecticisme stijl                                                                              | XIX d      |                            | Patersstraat 14                  | 51° 31' 25" NB, 5° 58' 32" OL | 0984/WN039 | Winkel / woonhuis in Eclecticisme stijl                                                                              |
| Woonhuis / kantoor in Invloed van Neorenaissance stijl                                                               | circa 1890 |                            | Patersstraat 15-17               | 51° 31' 26" NB, 5° 58' 33" OL | 0984/WN040 | Woonhuis / kantoor in Invloed van Neorenaissance stijl                                                               |
| Patriciershuis |            |                            | Patersstraat 35                  | 51° 31' 22" NB, 5° 58' 35" OL | 0984/WN041 | Patriciershuis |
| Woonhuis in 19e-eeuws traditioneel stijl                                                                             | XIX B      |                            | Patersstraat 60-62               | 51° 31' 22" NB, 5° 58' 34" OL | 0984/WN042 | Woonhuis in 19e-eeuws traditioneel stijl                                                                             |
| Voormalig klooster Jerusalem, thans gemeentehuis. Gemeentehuis, crypte en raadszaal beschermd                        |            |                            | Raadhuisstraat 1                 | 51° 31' 44" NB, 5° 58' 34" OL | 0984/WN043 | Meer afbeeldingen |
| Woonhuis kapelanie in 19e-eeuws traditioneel stijl                                                                   | XIX d      |                            | Raadhuisstraat 18                | 51° 31' 45" NB, 5° 58' 39" OL | 0984/WN044 | Woonhuis kapelanie in 19e-eeuws traditioneel stijl                                                                   |
| Herenboerderij in 19e-eeuws traditioneel stijl                                                                       | 1872       |                            | Raadhuisstraat 36                | 51° 31' 50" NB, 5° 58' 42" OL | 0984/WN045 | Herenboerderij in 19e-eeuws traditioneel stijl                                                                       |
| Winkel |            |                            | Schoutenstraatje 32              | 51° 31' 35" NB, 5° 58' 33" OL | 0984/WN046 | Winkel |
| Boerderij |            |                            | St. Servatiusweg 6               | 51° 31' 27" NB, 5° 59' 32" OL | 0984/WN047 | Boerderij |
| Herenhuis in Elementen van Neorenaissance. stijl                                                                     | ca 1895    |                            | Stationsweg 10                   | 51° 31' 43" NB, 5° 58' 44" OL | 0984/WN048 | Herenhuis in Elementen van Neorenaissance. stijl                                                                     |
| Herenhuis in Traditionalisme, elementen Jugendstil. stijl                                                            | ca 1900    |                            | Stationsweg 12                   | 51° 31' 43" NB, 5° 58' 45" OL | 0984/WN049 | Herenhuis in Traditionalisme, elementen Jugendstil. stijl                                                            |
| Herenhuis in 19e-eeuws traditioneel en Neorenaissance elementen. stijl                                               | XIX-d      |                            | Stationsweg 22                   | 51° 31' 43" NB, 5° 58' 48" OL | 0984/WN050 | Herenhuis in 19e-eeuws traditioneel en Neorenaissance elementen. stijl                                               |
| Woonhuis in Traditionalisme stijl                                                                                    | 1931       | Jos Wielders               | Stationsweg 26                   | 51° 31' 44" NB, 5° 58' 51" OL | 0984/WN051 | Woonhuis in Traditionalisme stijl                                                                                    |
| Woonhuis in Traditionalisme, met invloeden van expressionisme. stijl                                                 | ca 1925    |                            | Stationsweg 27                   | 51° 31' 45" NB, 5° 58' 48" OL | 0984/WN052 | Woonhuis in Traditionalisme, met invloeden van expressionisme. stijl                                                 |
| Woonhuis, kruis en plantsoentje in Traditionalisme stijl                                                             | ca 1910    |                            | Stationsweg 29                   | 51° 31' 45" NB, 5° 58' 50" OL | 0984/WN053 | Woonhuis, kruis en plantsoentje in Traditionalisme stijl                                                             |
| Landhuis Sonnevanck in Traditionalisme stijl                                                                         | 1926       | Martens, Alb. , te Venray. | Stationsweg 43                   | 51° 31' 45" NB, 5° 58' 56" OL | 0984/WN054 | Landhuis Sonnevanck in Traditionalisme stijl                                                                         |
| Herenhuis en hekwerk in Traditionalisme, elementen Neorenaissance. stijl                                             | ca 1905    |                            | Stationsweg 65                   | 51° 31' 45" NB, 5° 59' 5" OL  | 0984/WN055 | Herenhuis en hekwerk in Traditionalisme, elementen Neorenaissance. stijl                                             |
| Boerderij |            |                            | Stationsweg 119                  | 51° 31' 44" NB, 5° 59' 29" OL | 0984/WN056 | Boerderij |

## Veulen
De plaats Veulen kent 3 gemeentelijke monumenten:
| Object                                    | Bouwjaar | Architect          | Locatie        | Coördinaten                   | Nr.        | Afbeelding                                |
| ----------------------------------------- | -------- | ------------------ | -------------- | ----------------------------- | ---------- | ----------------------------------------- |
| Landarbeiderswoning                       |          |                    | Lorbaan 11     | 51° 28' 8" NB, 5° 58' 5" OL   | 0984/WN057 | Landarbeiderswoning                       |
| St. Donatuskapel in Traditionalisme stijl | 1900     |                    | Veulenseweg 37 | 51° 29' 3" NB, 5° 57' 46" OL  | 0984/WN058 | St. Donatuskapel in Traditionalisme stijl |
| H. Antonius van Paduakerk                 | 1949     | A.H.J.M. Vermeulen | Veulenseweg 52 | 51° 28' 56" NB, 5° 57' 19" OL | 0984/WN059 | H. Antonius van Paduakerk                 |